# Liste der Kulturdenkmale in Meinitz
In der Liste der Kulturdenkmale in Meinitz sind die Kulturdenkmale des Leisniger Ortsteils Meinitz verzeichnet, die bis Mai 2023 vom Landesamt für Denkmalpflege Sachsen erfasst wurden (ohne archäologische Kulturdenkmale). Die Anmerkungen sind zu beachten.
Diese Aufzählung ist eine Teilmenge der Liste der Kulturdenkmale in Leisnig.

## Meinitz
| Bild                                    | Bezeichnung | Lage               | Datierung | Beschreibung | ID       |
| --------------------------------------- | --- | ------------------ | --- | --- | -------- |
| Direkt Bild zu diesem Denkmal hochladen | Wohnstallhaus und Seitengebäude eines ehemaligen Dreiseithofes sowie zwei Linden an der Hofeinfahrt, Pflasterung vor dem Wohnstallhaus und Einfriedungsmauer | Meinitz 22 (Karte) | Um 1800/1820 (Wohnstallhaus); 1. Hälfte 19. Jahrhundert (Seitengebäude)                                                | Bestandteil eines großen Bauerngutes mit hohem Authentizitätsgrad, ortsbildgestaltend, wissenschaftlich-dokumentarischer Wert. - Wohnstallhaus: zwei Geschosse, Erdgeschoss massiv, Obergeschoss Fachwerk offenliegend, Haustür mit Korbbogenportal, originaler Dachstuhl mit Krüppelwalm, ehemals verschiefert, sechs originale Fenster im Obergeschoss, im Erdgeschoss innen Korbbögen, Giebel vier Achsen - Stall: zwei Geschosse, Erdgeschoss massiv mit fünf Korbbogen-Portaltüren aus Rochlitzer Porphyrtuff, Obergeschoss Fachwerk offenliegend mit Lehmstaken, originale Fenster, Krüppelwalmdach, ehemals Schieferdeckung, teilweise unterkellert | 08967602 |
|                                         | Dreiseithof mit Wohnstallhaus, Seitengebäude, Scheune, großem Torbogen und Pforte zum Garten, Einfriedung an der Dorfstraße und Hofpflasterung               | Meinitz 23 (Karte) | 2. Hälfte 18. Jahrhundert (Seitengebäude); bezeichnet mit 1826 (?, Wohnstallhaus); 1. Hälfte 19. Jahrhundert (Scheune) | Eindrucksvolle Hofanlage in wichtiger ortsbildgestaltender Lage, hoher Authentitätsgrad, wissenschaftlich-dokumentarischer Wert. - Wohnstallhaus: zwei Geschosse, massives Erdgeschoss und Fachwerk-Obergeschoss, Giebel massiv mit drei Achsen, Fenstergewände aus Porphyrtuff, ziegelgedecktes Krüppelwalmdach - Stall: Giebel verschiefert, Satteldach mit Ziegeldeckung und originalen Fenstern im Obergeschoss, - Scheune: Fachwerk-Bau mit Krüppelwalmdach - Toranlage mit Seltenheitswert, ebenso Gartenpforte, eine weitere Datierung nicht mehr vorhanden Besterhaltener Hof des Dorfes.                                                          | 08967603 |
| Direkt Bild zu diesem Denkmal hochladen | Wohnstallhaus und Seitengebäude eines Bauernhofes | Meinitz 26 (Karte) | Um 1800 (Wohnstallhaus); Um 1810 (Seitengebäude)                                                                       | Wohn- und Wirtschaftsgebäude mit verputztem Fachwerkobergeschoss, weitgehend original erhalten, bau- und sozialgeschichtlich von Bedeutung. - Seitengebäude: zwei Geschosse, Erdgeschoss massiv mit Korbbogenportalen und sehr schöner zweiflügeliger Barocktür, Obergeschoss vermutlich Fachwerk und originale Fenster, Krüppelwalmdach - Wohnstallhaus gleiche Bauzeit wie Seitengebäude, Putzbau mit Fachwerk im Obergeschoss, Gewände aus Rochlitzer Porphyrtuff, Krüppelwalmdach, weitgehend authentisch erhalten - Brücke an der Hofzufahrt (Streichung 2015): Bruchsteinmauerwerk, erneuert und zugeschüttet                                        | 08967605 |

## Tabellenlegende
- Bild: Bild des Kulturdenkmals, ggf. zusätzlich mit einem Link zu weiteren Fotos des Kulturdenkmals im Medienarchiv Wikimedia Commons. Wenn man auf das Kamerasymbol klickt, können Fotos zu Kulturdenkmalen aus dieser Liste hochgeladen werden:
- Bezeichnung: Denkmalgeschützte Objekte und ggf. Bauwerksname des Kulturdenkmals
- Lage: Straßenname und Hausnummer oder Flurstücknummer des Kulturdenkmals. Die Grundsortierung der Liste erfolgt nach dieser Adresse. Der Link (Karte) führt zu verschiedenen Kartendiensten mit der Position des Kulturdenkmals. Fehlt dieser Link, wurden die Koordinaten noch nicht eingetragen. Sind diese bekannt, können sie über ein Tool mit einer Kartenansicht einfach nachgetragen werden. In dieser Kartenansicht sind Kulturdenkmale ohne Koordinaten mit einem roten bzw. orangen Marker dargestellt und können durch Verschieben auf die richtige Position in der Karte mit Koordinaten versehen werden. Kulturdenkmale ohne Bild sind an einem blauen bzw. roten Marker erkennbar.
- Datierung: Baubeginn, Fertigstellung, Datum der Erstnennung oder grobe zeitliche Einordnung entsprechend des Eintrags in der sächsischen Denkmaldatenbank
- Beschreibung: Kurzcharakteristik des Kulturdenkmals entsprechend des Eintrags in der sächsischen Denkmaldatenbank, ggf. ergänzt durch die dort nur selten veröffentlichten Erfassungstexte oder zusätzliche Informationen
- ID: Vom Landesamt für Denkmalpflege Sachsen vergebene, das Kulturdenkmal eindeutig identifizierende Objekt-Nummer. Der Link führt zum PDF-Denkmaldokument des Landesamtes für Denkmalpflege Sachsen. Bei ehemaligen Kulturdenkmalen können die Objektnummern unbekannt sein und deshalb fehlen bzw. die Links von aus der Datenbank entfernten Objektnummern ins Leere führen. Ein ggf. vorhandenes Icon  führt zu den Angaben des Kulturdenkmals bei Wikidata.